# نیروگاه بادی فاولر ریج
نیروگاه بادی فاولر ریج (انگلیسی: Fowler Ridge Wind Farm) یک نیروگاه بادی در شهرستان بنتون، ایندیانا، نزدیک شهر فاولر و به فاصلهٔ تقریبی ۴۸ کیلومتر (۳۰ مایل) شمال‌غربی شهر لافایت و ۱۴۰ کیلومتر (۹۰ مایل) شمال‌غربی شهر ایندیاناپلیس قرار دارد. این نیروگاه ابتدا در سال ۲۰۰۵ و ۲۰۰۶ توسط شرکت‌های اوریون انرژی، ال‌ال‌سی (اوکلند، سی‌ای) و ویژن انرژی، ال‌ال‌سی (سینسیناتی، اُ‌اچ) ایجاد شد و سپس در سال ۲۰۰۷ به شرکت‌های بی‌پی و دومینیون ریسورسس فروخته شد. پروژه شامل دو فاز بوده و ظرفیت نامی آن ۶۰۰ مگاوات می‌باشد.